# Summit (суперкомп'ютер)
Summit або OLCF-4 — суперкомп'ютер розроблений IBM для національної лабораторії Оук-Ридж, який 8 червня 2018 року став найпотужнішим суперкомп'ютером у світі. Утримував першість до червня 2020 року, коли поступився суперкомп'ютеру Fugaku.
4 608 серверів IBM Power Systems AC922 суперкомп'ютера Summit займають площу, еквівалентну площі двох тенісних кортів. До складу цих серверів входять 9 тисяч 22-ядерних процесорів IBM POWER9 і більше 27 тисяч графічних процесорів NVIDIA Tesla V100. Все це охолоджується системою, в якій циркулює 15 150 літрів очищеної води. Суперкомп'ютер Summit споживає 15 МВт енергії, якої вистачило б на постачання 8 100 середньостатистичних житлових будинків.

## Будова
Кожен вузол має понад 500 Гб когерентної пам'яті (пам'ять з великою пропускною здатністю + DDR4 SDRAM), яка може використовуватись усіма процесорами та графічними процесорами, а також 800 Гб енергонезалежної оперативної пам'яті, які можуть використовуватися як буфер або як розширення пам'яті. Процесори Power9 та Volta GPU зв'язані за допомогою високошвидкісного протоколу NVLink від NVIDIA. Це дозволяє використовувати гетерогенну обчислювальну модель. Щоб забезпечити високу пропускну здатність даних, вузли підключені як не блокуюча топологія товстого дерева з використанням подвійного з'єднання Mellanox EDR InfiniBand для зв'язку як між процесами зберігання даних, так і обміну повідомленнями між процесами, що забезпечує пропускну здатність 200 Гбіт/с між вузлами і прискорення обчислень в мережах для систем зв'язку, таких як MPI та SHMEM/PGAS.

## Швидкодія
В червні 2018 року очолив рейтинг суперкомп'ютерів ТОП500 з показником HPC (LINPACK benchmarks) 122,3 петафлопс та HPCG 2,93 петафлопс.
Із врахуванням понад 26 тисяч модулів NVidia Tesla швидкодія системи у «змішаній точності», яка важлива для технологій штучного інтелекту, теоретично може сягати 3 ексафлопс, або ж на практиці — до 1,5 ексафлопс (за тестом HPL-AI).
Таким чином, станом на червень 2018 року рейтинг ТОП500 мав такий вигляд (за тестом LINPACK benchmarks):
1. Summit ( США) — 122,3
2. Sunway TaihuLight ( КНР) — 93,0
3. Sierra ( США) — 71,6
4. Tianhe-2A ( КНР) — 61,4
5. AI Bridging Cloud Infrastructure ( Японія) — 19,9

Та за тестом HPCG (англ. High-Performance Conjugate Gradient):
1. Summit ( США) — 2,93
2. Sierra ( США) — 1,80
3. K computer ( Японія) — 0,60
4. Trinity ( США) — 0,55
5. Piz Daint[en] ( Швейцарія) — 0,49

В червні 2020 року поступився першістю в списку ТОП500 суперкомп'ютеру Fugaku.